# Montaverner
Montaverner (spanisch Montaberner) ist eine Gemeinde mit 1.626 Einwohnern (Stand: 2024) in der spanischen Provinz Valencia. Sie befindet sich in der Comarca Vall d’Albaida. 

## Geografie
Montaverner liegt etwa 75 Kilometer südsüdwestlich von Valencia in einer Höhe von ca. 200 m. 

## Demografie
| 1900 | 1930 | 1950 | 1970 | 1981 | 1991 | 2001 | 2011 | 2021 |
| ---- | ---- | ---- | ---- | ---- | ---- | ---- | ---- | ---- |
| 937  | 1328 | 1479 | 1681 | 1511 | 1517 | 1593 | 1854 | 1660 |

## Sehenswürdigkeiten
- Jakobus-und-Johannis-Kirche (Iglesia de San Jaime y San Juan Evangelista) aus dem 18. Jahrhundert
- Marienkapelle von Colata
- Kalvarienkapelle

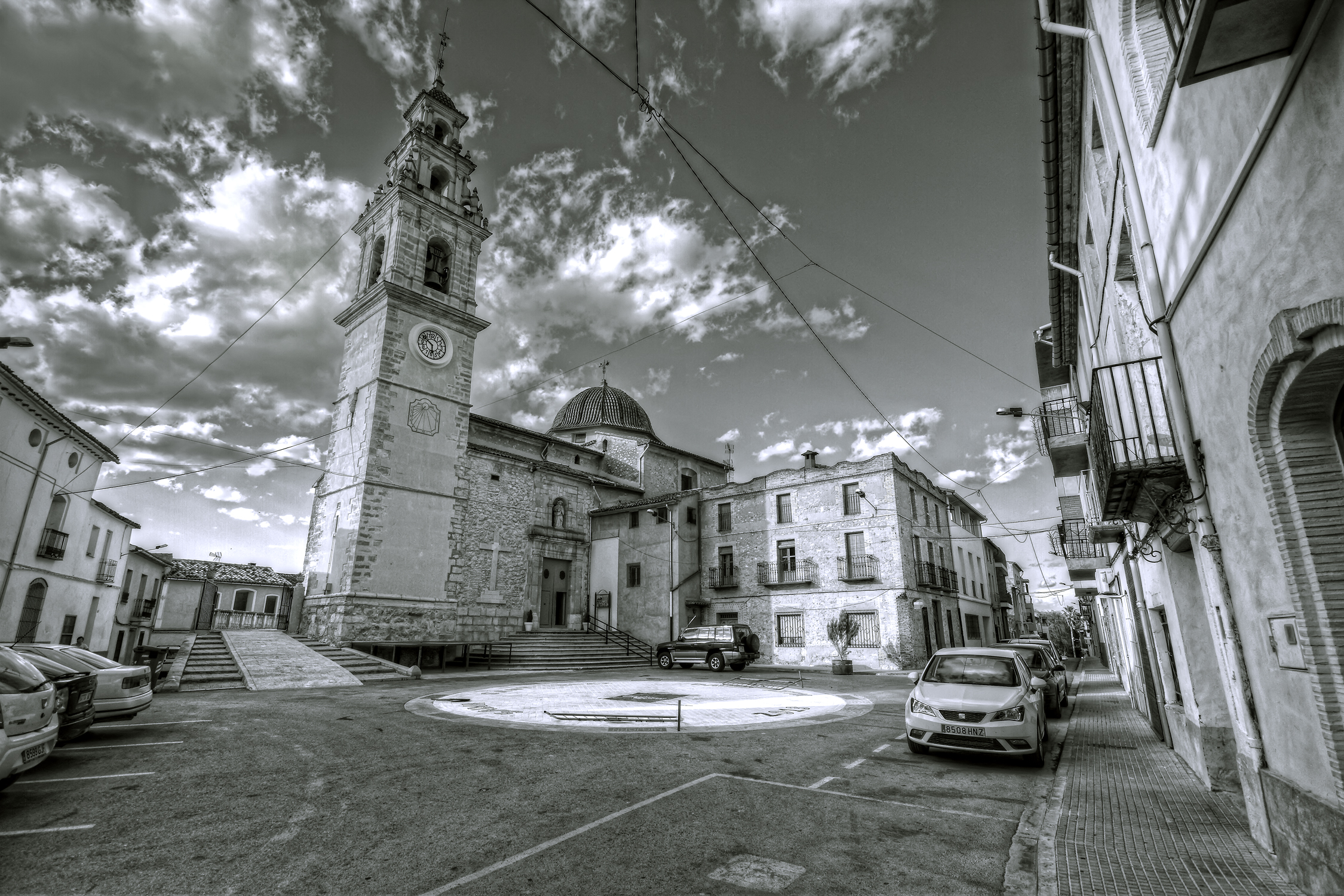
Jakobus-und-Johannes-Kirche
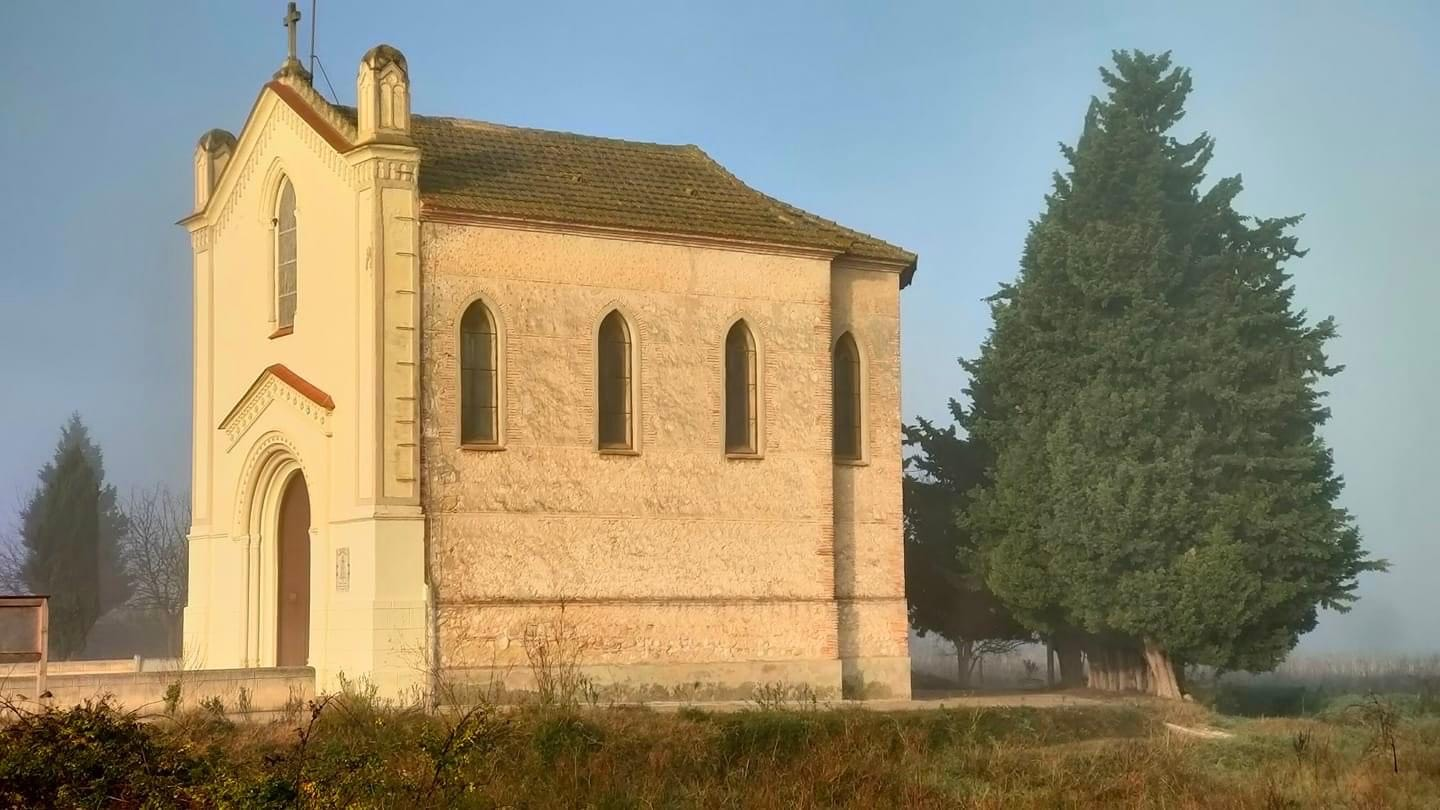
Marienkapelle
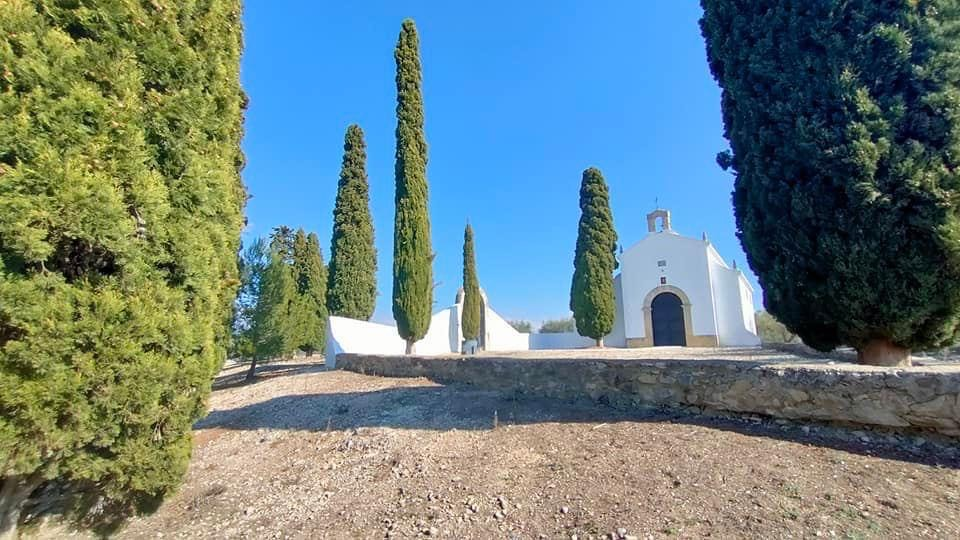
Kalvarienkapelle
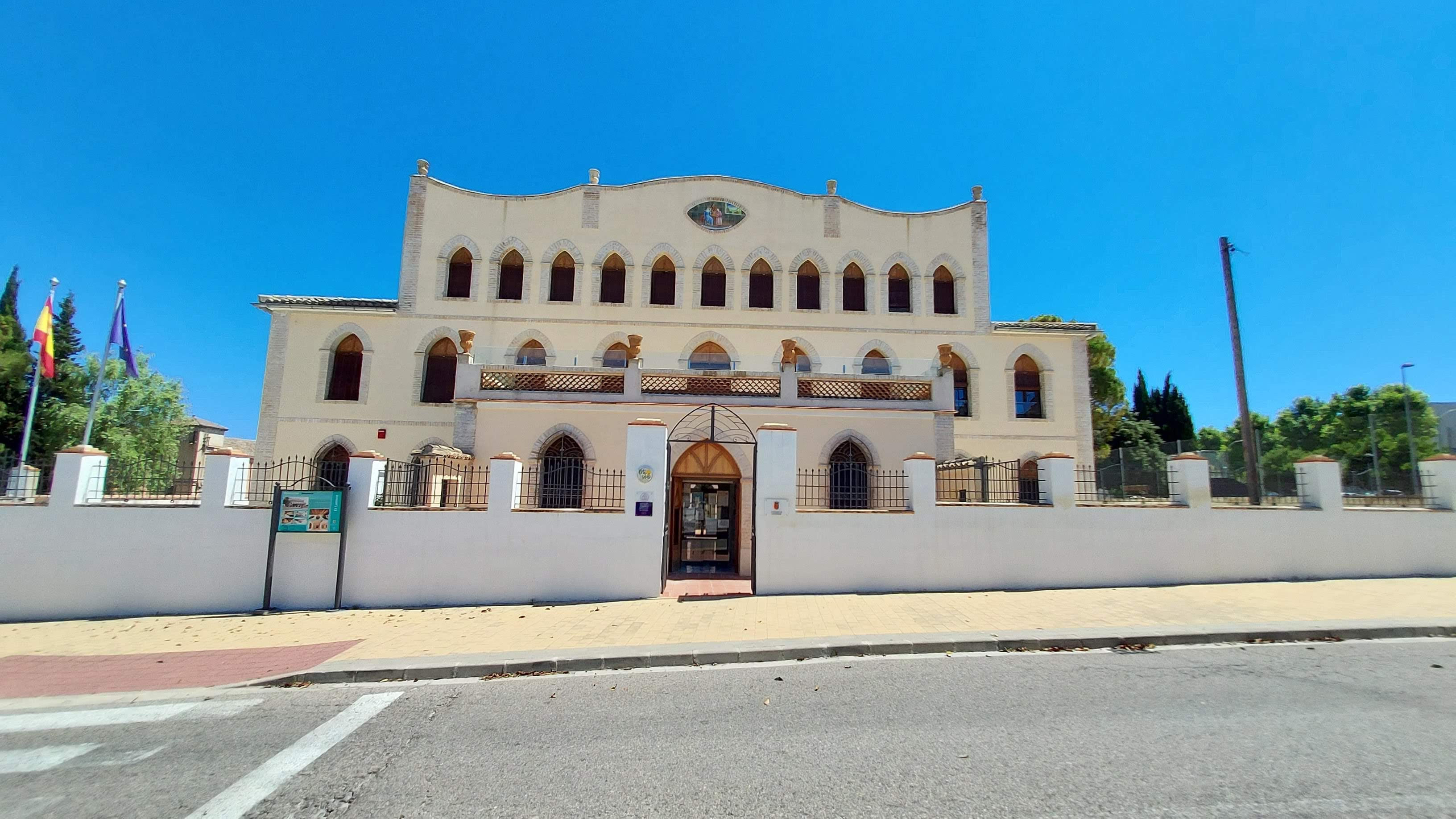
Rathaus

## Söhne und Töchter der Stadt
- Nacho Ferri (* 2004), Fußballspieler